# نرجان
نرجان (به ترکی آذربایجانی: Nərəcan) روستا و بخشی است در شهرستان خاچماز در جمهوری آذربایجان. جمعیت این روستا ۲،۶۹۲ نفر است.